# K31
De Karabiner Modell 1931 (K31) is een grendelgeweer met rechtlijnige beweging (Engels: straight-pull bolt-action). Het was het standaard geweer van de Zwitserse krijgsmacht van 1933 tot 1958. Na 1970 zijn de laatste geweren van dit model buiten dienst gesteld.
Het geweer kan met enkele afzonderlijke patronen of met een "Ladeschachtel" (laadstrip of Engels "stripper clip") voor 6 patronen worden geladen. De K31 is ingericht voor de Zwitserse patroon 7,5×55mm (ook bekend als Gewehrpatrone 1911, GP11, of onofficieel 7,5×55mm Schmidt Rubin), een patroon met ballistische eigenschappen vergelijkbaar met de .308 Winchester patroon. Elk geweer had een verwisselbaar magazijn voor 6 patronen voorzien van het overeenkomstige wapennummer. Vanuit de "Ladeschachtel" worden de patronen van bovenaf, via het geopende systeem in het magazijn gedrukt.
De vaak geciteerde maar onjuiste naam van Schmidt-Rubin komt van twee ontwerpers: Rudolf Schmidt, die de 1889 en 1896 geweren voor Zwitserland heeft ontworpen, en kolonel Eduard Alexander Rubin, die de munitie ontwierp.
Hoewel de K31 een "straight-pull" karabijn is, werd deze niet ontworpen door Rudolf Schmidt (1832-1898) omdat hij al overleden was. De K31 is een totaal nieuw ontwerp van Eidgenössische Waffenfabrik in Bern, onder leiding van kolonel Furrer, en is dus een ander ontwerp dan de Schmidt-1889 of 1896. De eerste 200 K31's werden in mei 1931 getest (serienummers: 500.001 - 500.200), met het modeljaar 1931.

## Kenmerken

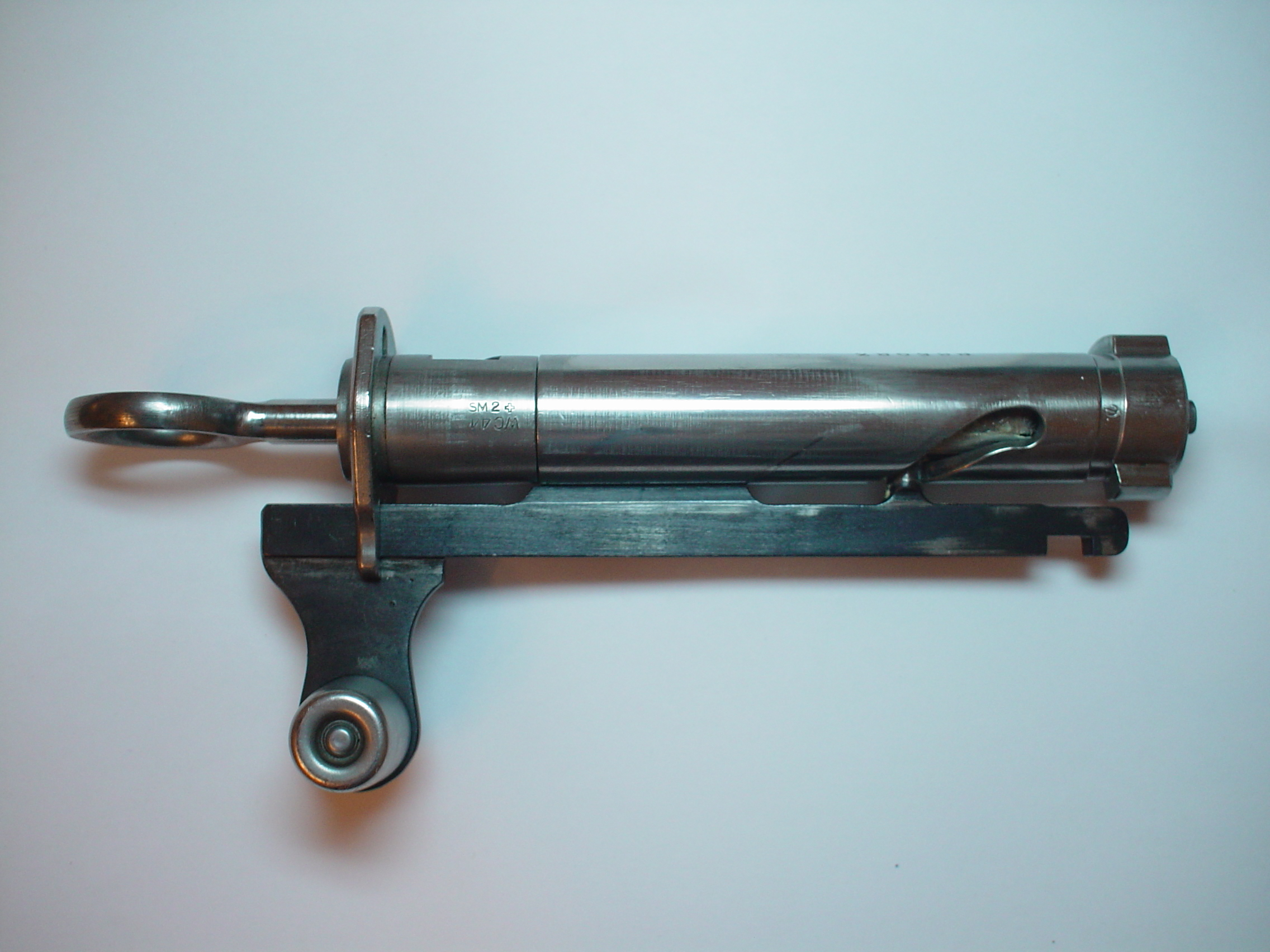
K31 straight-pull action.

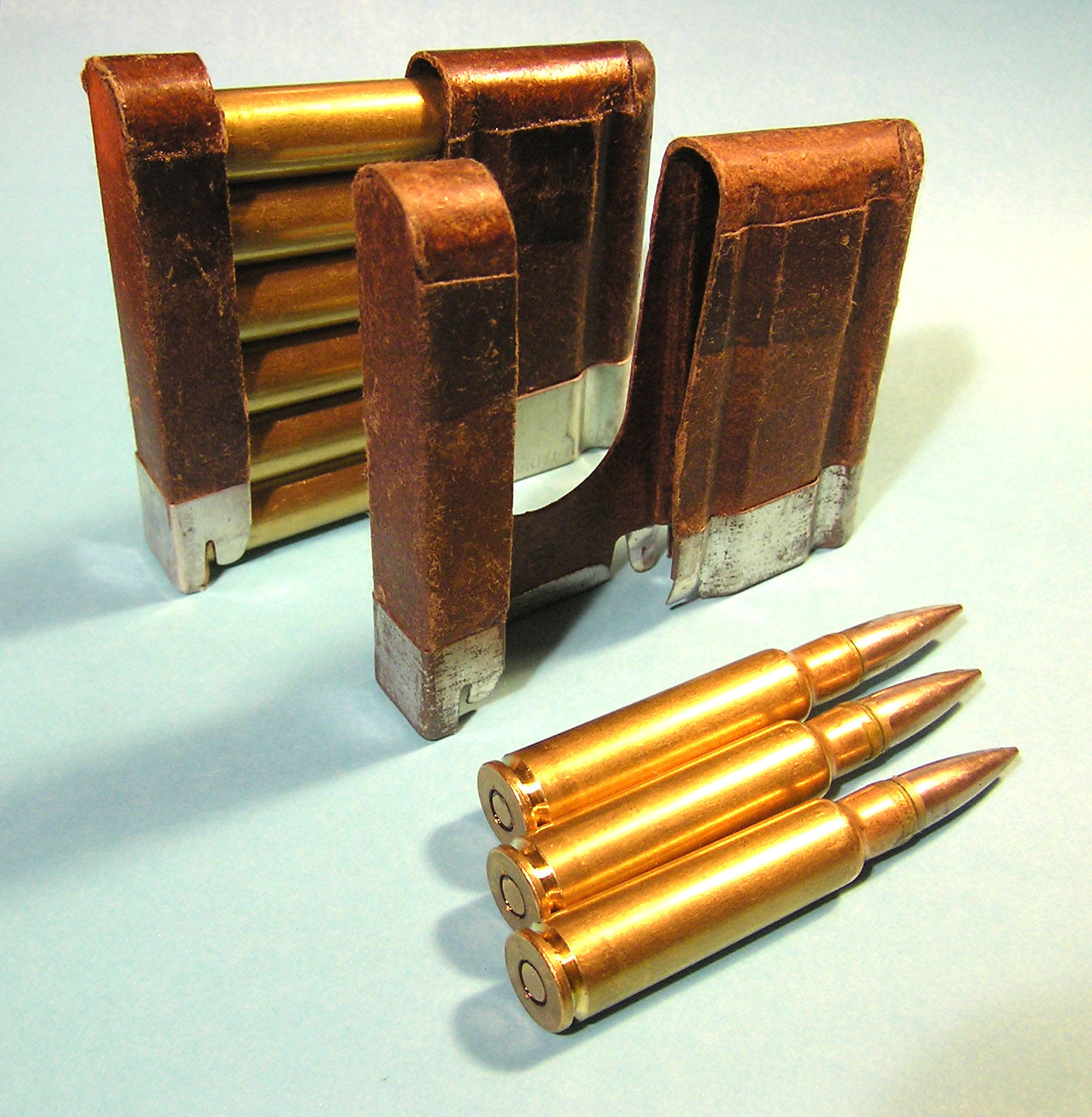
K31 stripper clips.

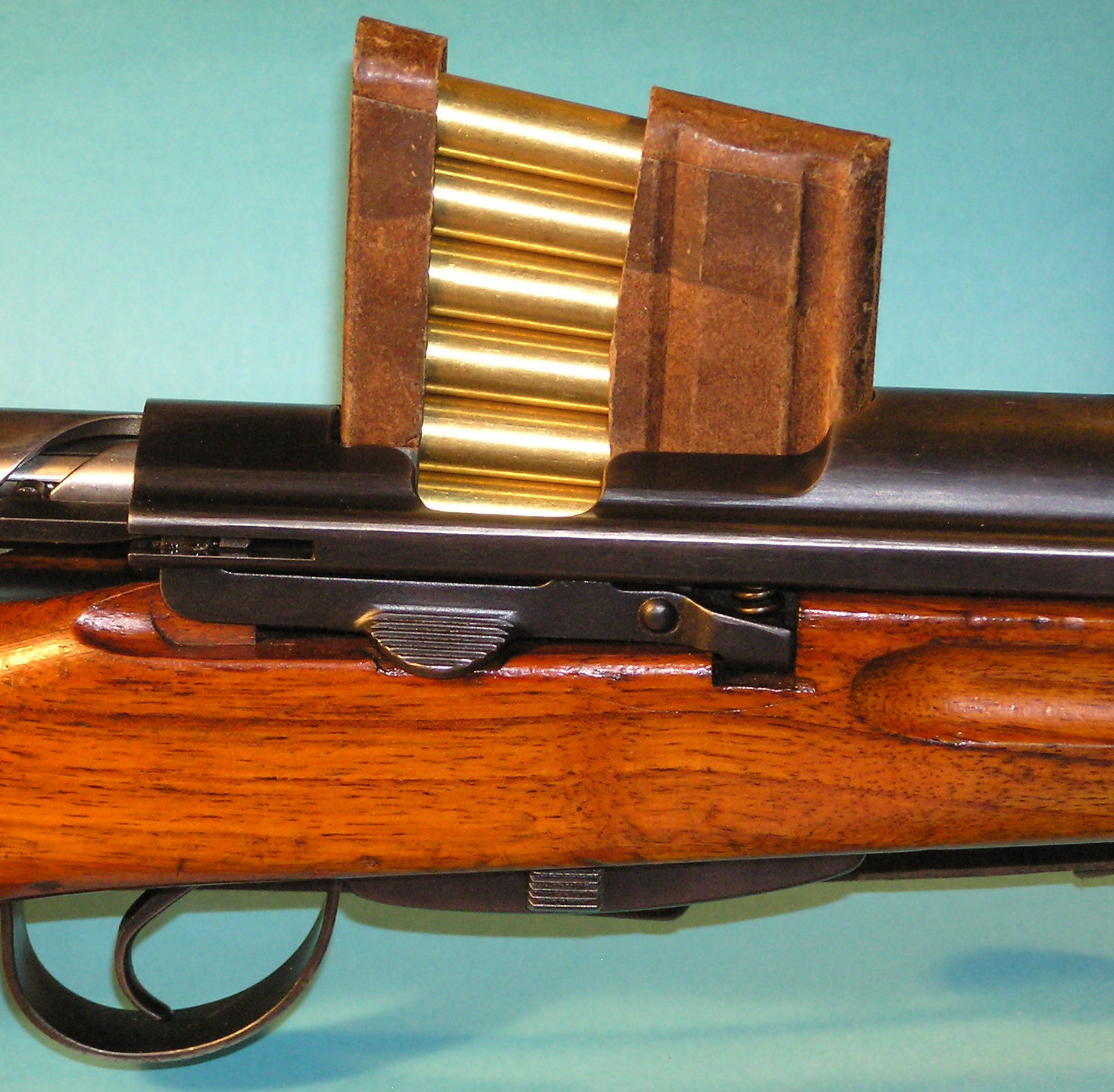
Patronen worden geladen in de K31.

De K31 is bekend om zijn grendelsysteem met rechtlijnige beweging (Engels: straight-pull action), wat betekent dat de grendel in één lijn terug wordt getrokken en vervolgens naar voren geduwd, in plaats van het "draaien en schuiven" bij de normale grendelgeweren zoals bij de meer bekende 98k.
K31's staan ook bekend om hun uitstekende nauwkeurigheid en kwaliteit. De Zwitsers beschouwen individuele schietvaardigheid van het allergrootste belang. Daarom werd de K31 gemaakt met nauwe tolerantie en uitstekend algemeen vakmanschap. Veel schutters zijn in staat om een boogminuut bereiken met ongewijzigde K31's. Dit betekent dat een groep treffers geschoten op 100 meter blijft binnen een 1" diameter en op 200 meter binnen 2", etc. De boogminuut is al mogelijk met het vizier dat de fabriek standaard had ingebouwd.
K31's maken gebruik van een uniek gevormde ingesloten kartonnen stripper clip met vertinde metalen rand voor zes patronen. De K31 lader beslaat bijna de gehele patroon. De clip heeft een geleid slot breed genoeg voor een gehandschoende duim om de patronen naar beneden te drukken.
Verzamelaars van de K31 die de kolfplaat verwijderden vonden een kleine tag van geplastificeerd papier, waarop de naam en het adres van de Zwitserse burger aan wie het geweer werd afgegeven. In sommige gevallen hebben verzamelaars die informatie gebruikt om contact te zoeken met de vorige eigenaars.

## Slechte conditie kolf
De slechte toestand van veel kolven werd vooral veroorzaakt door de schoenen(van de soldaten) met spijkerzolen en oefeningen die slecht voor het geweer waren, maar die toen veel uitgevoerd werden.

## Beschikbaarheid
Als een standaard dienstgeweer van de Zwitserse strijdkrachten, is de K31 vervangen door de SIG 510 in 1958.
Met ingang van 2010 zijn de Zwitserse arsenalen uitverkocht en de geweren zijn nu beschikbaar op de Amerikaanse markt.